# 齋藤恵
齋藤 恵（さいとう けい、1991年10月7日 - ）は、日本の女性ファッションモデル。山梨県出身。

## 来歴
- 2004年、テレビ東京のバラエティ番組「シブスタ S.B.S.T」の『フェロモン中学生』コーナーに出演。「南アルプスの菊川怜」と自称していた。
- 2006年よりローティーン向けファッション情報誌「Hana*chu→」（主婦の友社）の専属モデルとして活動していた。

## 人物
- 趣味はダンス、歌。
- 特技はY字バランス、ギター。
- 本人曰く初恋は幼稚園から中学1年生までずっと1人の人を想い続けていたそう。
- 将来の夢はミュージシャン。また、母親と同じく23歳で結婚すること。
- 東海大学甲府高等学校を中退。

### 嗜好
- 動物が好きで、猫を10匹以上、犬を2匹飼っている。
- そのマイペースな雰囲気と、他の追随を許さぬ天然っぷりから「ブリッコ」と称されることも。
- 好きなブランドはセシルマクビー。
- 好きなキャラクターはミニーマウス。
- 好きな男性のタイプは「やさしい人」。本人曰く「男は中身」。
- ザ・ボディショップのストロベリー・ボディーバターを愛用している。

## 出演

### 雑誌
- Hanachu（主婦の友社、2006年 - ）専属モデル

### その他
- CDアルバム　「OVERHEAD CHAMPION / ETERNITY」（avex trax） 曲名『夜空 feat.K Saito』
- やまなし映画祭MC（2008年～）